# 日化精工
日化精工株式会社（にっかせいこう）は、電子関連素材を加工する際に使用する固形ワックスや液体ワックス、エポキシ接着剤などを製造・販売する会社。
コート剤や研削液、ワックス用の洗剤などを製造する他、吸着材や真空用グリースなども扱っている。

## 沿革
- 1962年 - 杉本工業所創立。トランジスター防湿用モレキュラーシーブス成型品の製造販売を始める。
- 1966年 - 組織を法人化し、商号を「日化精工株式会社」と改める。
- 1985年 - 宇都宮工場完成。
- 2000年 - 半導体ウェーハ薄片化工程用にスペースリキッドを開発。
- 2001年 - 全社でISO9001認証取得。
- 2003年 - 宇都宮工場でISO14001認証取得。
- 2009年 - 本社を世田谷区野沢に移転。
- 2014年 - 経済産業省が認定する「グローバルニッチトップ（GNT）企業100選」に認定。